# Eschenmosen
Eschenmosen (toponimo tedesco) è una frazione del comune svizzero di Bülach, nel Canton Zurigo (distretto di Bülach).

## Storia
Già comune autonomo, nel 1811 fu accorpato al comune di Winkel assieme all'altro comune soppresso di Rüti; nel 1919 Eschenmosen fu assegnato al comune di Bülach.